# Співаков Андрій Сергійович
Андрій Сергійович Співаков (нар. 15 травня 1995, Київ, Україна) — український футболіст, опорний півзахисник київського «Лівого берега».

## Клубна кар'єра
Народився в Києві. На дитячо-юнацькому рівні виступав за «Переможець» (Київ), «Гарт-Рось» (Ірпінь), «Зміну-Оболонь» та «Зірку» (Київ). Дорослу футбольну кар'єру розпочав 2010 року, зіграв 2 матчі у Вищій лізі першості Києва з футболу. Після цього була пауза в кар'єрі. З 2017 по 2021 рік виступав в аматорських турнірах за «Зорю-Миронівщину», «Легіон-Бровари» та «Лева Яшина». У 2018 році також виступав за футбольну команду Київського університету імені Бориса Грінченка у IV Європейських університетських іграх у Португалії.
Дебютував на професійному рівні за «Лівий берег» 25 липня 2021 року в переможному (2:1) домашньому матчі групи А Другої ліги України проти ЛНЗ (Черкаси). Андрій вийшов на поле на 82-й хвилині замість Олега Карамушки, а на 86-й хвилині реалізував пенальті й відзначився своїм першим голом на професійному рівні. У сезоні 2021/22 років зіграв 18 матчів (6 голів) за «Лівій берег» у Другій лізі та 1 поєдинок у кубку України, але чемпіонат перервали через повномасштабне вторгнення Росії в Україну.

### «Йонава»
З літа 2022 року представляв клуб «Йонаву». 16 серпня 2022 року зіграв у матчі кубку Литви проти «Хегельманна». Дебютував в А-лізі 21 серпня 2022 року в матчі проти «Судуви». Також виступав у Другій лізі за «Йонаву Б». 12 вересня 2022 році відзначився голом у матчі Другої ліги проти «Хегельманна Б».

### Повернення до «Лівого берега»
У середині липня 2023 року повернувся до «Лівого берега». Дебютував за столичну команду після свого повернення 28 липня 2023 року в переможному (5:0) домашньому поєдинку 1-го туру групи Б Першої ліги України проти Гірника-Спорту. Співаков вийшов на поле в стартовому складі та відіграв увесь матч. Першим голом за «Лівий берег» після свого повернення відзначився 1 вересня 2023 року на 28-й хвилині (реалізував пенальті) нічийного (1:1) домашнього поєдинку 6-го туру Першої ліги проти ФСК «Маріуполь». Андрій вийшов на поле в стартовому складі та відіграв увесь матч, а на 59-й хвилині отримав жовту картку.

## Кар'єра в збірній
У 2018 році провів 1 поєдинок в рамках Кубку регіонів за збірну Київської області.